# Sport szelet

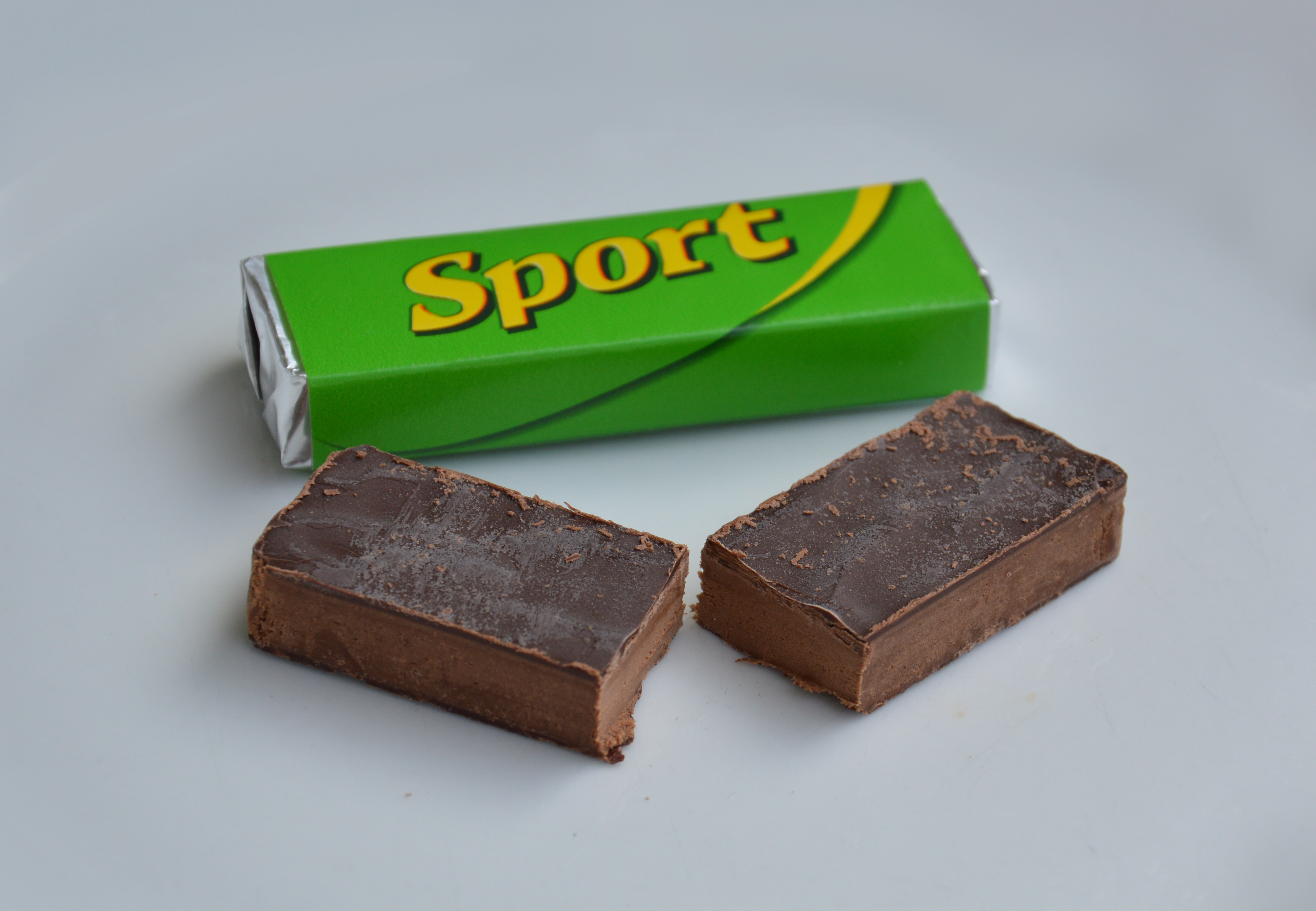
Шоколадки Sport szelet.

Sport szelet (з угорської — «спортивна скибка») — шоколадні батончики, виробництво яких було започатковано в Угорщині у 1950-х роках. Після краху комуністичного ладу в 1989 році, компанія Kraft Foods викупила права на Sport szelet і продовжила виробляти смаколики з їх характерним стилем упаковки, що склався за півстоліття існування.